# Henriette d’Angeville

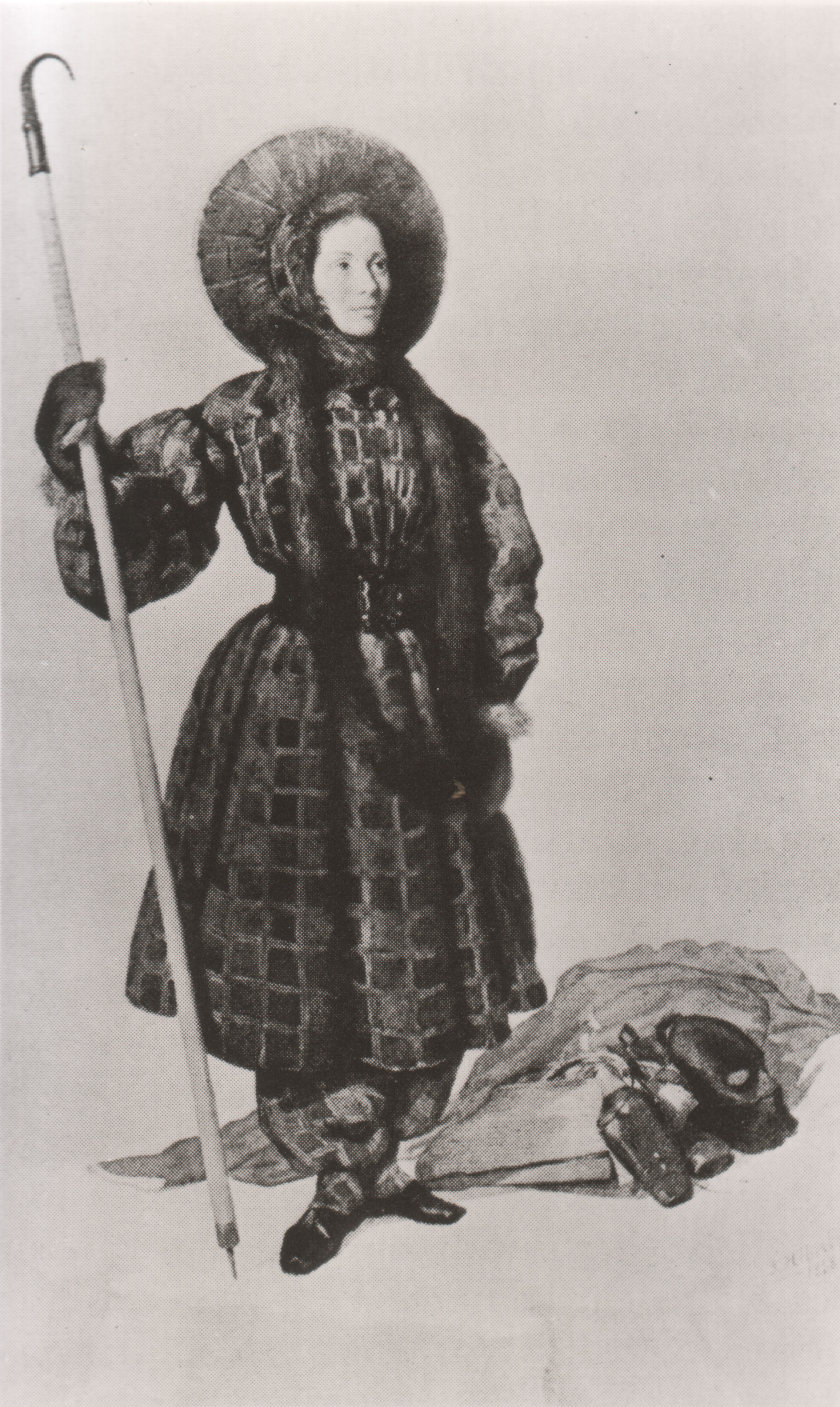
Jules Hébert: Henriette d’Angeville in der von ihr entworfenen Bergkleidung

Henriette d’Angeville (* 10. März 1794 in Semur-en-Brionnais; † 13. Januar 1871 in Lausanne) war eine französische Bergsteigerin. Sie stand 1838 nach Marie Paradis als zweite Frau auf dem Gipfel des Mont Blanc und gilt als die „erste große Alpinistin“.

## Leben
Die adelige Familie de Beaumont d’Angevilles floh vor den Wirren der Französischen Revolution nach Bugey in das Château de Lune, wo Henriette in ländlicher Umgebung aufwuchs. Sie wurde zu einer passionierten Bergsteigerin und bereitete sich intensiv auf die Besteigung des Mont Blanc vor. Am 3. September 1838 startete Henriette d’Angeville mit sechs Trägern und sechs Bergführern von Chamonix aus und erreichte am nächsten Tag den Gipfel. Bei der Besteigung trug sie eine Pelzmütze, einen warmen Umhang, Pumphosen, darüber dick wattierte Unterröcke, einen Rock und relativ leichte Schuhe. Das war die damals gerade noch „züchtige“ Kleidung für eine Frau, die ihr trotzdem die Besteigung erlaubte. Der Proviant der Gruppe war beachtlich. 
D’Angevilles litt an der Kälte, an den Mühen durch den tiefen Schnee zu stapfen und der ungewohnten Höhenluft. Trotzdem trieb sie der Ehrgeiz nach oben. Am Gipfel leerte sie ein Glas Champagner und schrieb ihr Motto in den Schnee: „Wollen ist Können“. Bei ihrer Rückkehr nach Chamonix wurde Henriette d’Angeville begeistert gefeiert und mit Böllerschüssen empfangen. Sie wurde als die Schneekönigin in der Pariser Gesellschaft gefeiert und ihre Besteigung blieb ihr Leben lang Maßstab für die Entwicklung des Frauenbergsteigens.
Sie bestieg in der Folge über zwanzig weitere Berge der Alpen, widmete sich der Höhlenforschung und gründete ein Museum für Mineralien in Lausanne, wo sie 1871 starb.